# Metea
Chefe Metea ou Me-te-a (fl. 1812–1827) (em potawatomi: Mdewé "Sulks") foi um dos principais chefes dos Potawatomi durante o início do século XIX. Ele frequentemente atuou como porta-voz em conselhos de tratados. Sua aldeia, Muskwawasepotan, estava localizada no rio St. Joseph, perto da atual cidade de Cedarville, Indiana.
Ele atuou como principal informante potawatomi para William Keating, durante a expedição de 1823 ao território de Indiana pelo Major Stephen Long.
Metea morreu em Fort Wayne, Indiana, em 5 de maio de 1827. Sua morte foi causada por ingestão acidental de veneno, que ele confundiu com uísque.

## Diversos
Metea, uma pequena cidade no condado de Cass, Indiana, e o Parque e Reserva Natural do condado de Metea, um parque do condado de Allen, Indiana, perto de Leo-Cedarville ao longo de Cedar Creek, receberam o nome do chefe Metea. Além disso, a Metea Valley High School em Aurora, Illinois, leva o nome do chefe Metea.